# Medazzaland
Albums de Duran Duran
Thank You
(1995) Night Versions: The Essential Duran Duran
(1998)
Singles
1. Out of My Mind
Sortie : 27 mars 1997
2. Electric Barbarella
Sortie : 16 septembre 1997

Medazzaland est le 9e album studio de Duran Duran, sorti en 1997.

## Historique
Le titre de l'album (et de sa première chanson) provient d'une discussion entre le chanteur Simon Le Bon et le guitariste Warren Cuccurullo : 

« J'étais un peu dans les vapes en studio et Warren m'a dit : “Mec, où es-tu allé encore ? Qu'est-ce qui se passe ? Qu'est-ce que tu as pris ?” Je lui ai répondu que je sortais d'une opération. Je n'avais pas été soigné sous anesthésie générale, ils m'ont juste donné ce truc, appelé Medazzalim, un sédatif qui permet de rester réceptif aux indications du chirurgien. Et à la fin de tout ça, vous perdez toute notion du temps, vous oubliez tout complètement. Warren m'a dit : “Mec, tu es toujours dans le Medazzaland”. Le titre de l'album vient de là. »

— Simon Le Bon, Nuovo Sound, 1997
Cet album apporte une nouveauté pour le groupe : sur le morceau-titre Medazzaland, c'est le claviériste Nick Rhodes qui chante. Il expliquera en interview ce choix :

« Medazzaland était un instrumental. Un jour, j'ai dit à Warren : “Je pense que ça pourrait sonner terriblement avec une voix dessus. Comme une sorte d'introduction pour faire une ouverture d'album géniale. Quelque chose de légèrement surréaliste qui donnerait le ton”. Alors j'ai rapidement griffonné quelques lignes sur la peur et la paranoïa, et je les ai parlées. Simon est arrivé, a écouté le résultat, on a tous trouvé que ça fonctionnait vraiment. »

— Nick Rhodes, America Online
L'album sort le 14 octobre 1997 en Amérique du Nord, chez Capitol Records, une filiale du EMI Group - qui venait de rompre le contrat du groupe après 17 ans de collaboration. Capitol soutiendra cependant l'album grâce à la société de management américaine de Duran Duran, Left Bank. L'album sort également au Japon chez Virgin Records. Cependant, il n'a pas été officiellement édité en Europe en raison du peu de succès commercial dans les pays précités. Il ne sortira jamais dans les « bacs » mais sera commercialisé en digital sur iTunes en juillet 2008.

## Membres du groupe
Le bassiste John Taylor a quitté le groupe avant la fin de l'enregistrement mais une partie de son travail a été conservé. À cette époque, le groupe est donc seulement composé du claviériste Nick Rhodes, du chanteur Simon Le Bon et du guitariste Warren Cucurullo, qui n'est pas membre depuis le début de Duran Duran. Warren Cucurullo remplacera John Taylor à la basse dans les sessions d'enregistrement.

## Accueil critique
L'album a reçu un assez mauvais succès et cela a, en partie, entrainé la fin du contrat qui liait le groupe à Capitol Records/EMI depuis leur tout premier album en 1981.

## Singles
Out of My Mind est le premier single extrait de l'album. Il apparaît également sur la bande originale du film Le Saint, sorti en 1997. Le single et la bande originale sont publiés par Virgin Records en mars 1997. Le single atteint la 21e place au Royaume-Uni en mai. Le clip est réalisé par Dean Karr et tourné à Český Krumlov en République tchèque.
Electric Barbarella sort aux États-Unis en septembre 1997 et se classe 52e au Billboard Hot 100 en novembre. C'est le premier de l'histoire à être disponible en téléchargement sur Internet, avec d'autres versions remixées. Le clip, réalisé par Ellen von Unwerth, a été censuré avant d'être diffusé sur MTV et VH1. Le clip a ensuite été modifié mais le titre a chuté rapidement dans les classements.

## Liste des titres
Toutes les chansons sont écrites et composées par Nick Rhodes, Warren Cuccurullo et Simon Le Bon, sauf exceptions notées.
| 1.  | Medazzaland (Rhodes, Cuccurullo, Le Bon, John Taylor)    | 3:53 |
| 2.  | Big Bang Generation (Rhodes, Cuccurullo, Le Bon, Taylor) | 4:44 |
| 3.  | Electric Barbarella                                      | 5:19 |
| 4.  | Out of My Mind                                           | 4:20 |
| 5.  | Who Do You Think You Are?                                | 3:27 |
| 6.  | Silva Halo                                               | 2:28 |
| 7.  | Be My Icon                                               | 5:15 |
| 8.  | Buried in the Sand                                       | 4:19 |
| 9.  | Michael You've Got a Lot to Answer For                   | 4:09 |
| 10. | Midnight Sun (Rhodes, Cuccurullo, Le Bon, Taylor)        | 3:41 |
| 11. | So Long Suicide                                          | 4:39 |
| 12. | Undergoing Treatment                                     | 3:05 |

| 13. | Ball and Chain (Rhodes, Cuccurullo, Le Bon, Taylor) | 3:58 |

## Crédits
Duran Duran
- Simon Le Bon : chant
- Nick Rhodes : chant (sur le titre 1), clavier, chœurs
- Warren Cuccurullo - guitare, basse sur (3-6, 8, 9, 10, 13), basse synthé sur (12)

Autres
- John Taylor : basse sur (1, 2, 7, 11)
- Steve Alexander : batterie sur (1, 2, 5, 7, 13)
- Anthony J. Resta : Batterie sur (2, 3, 5, 8, 9, 10, 11, 12), programmation, Mixage audio, production additionnelle
- Tim Garland : traitement de saxophone soprano sur (9)
- Talvin Singh : tabla, santour sur (4)
- Jake Shapiro : violoncelle sur (10)
- Sally Stapleton : chœurs sur (2)
- Madeleine Farley : chœurs sur (6)
- Mayko Cuccurullo : chœurs haut perché sur (1)